# Хопкин, Анна
Анна Хопкин (англ. Anna Hopkin, род. 26 апреля 1996, Чорли, Северо-Западная Англия) — британская пловчиха, четырёхкратная чемпионка Европы, призёр чемпионатов Европы. Член сборной Великобритании по плаванию.

## Спортивная карьера
Приняла участие в чемпионате Европы по плаванию на короткой воде, который проходил в Глазго в 2019 году, где завоевала первую свою серебряную медаль выступив в эстафете 4×50 метров вольным стилем.
Выполнила норматив на дистанции 100 метров вольным стилем для участия в Олимпийских играх в Токио.
В мае на чемпионате Европы по водным видам спорта, который состоялся в Будапеште, в Венгрии, стала четырёхкратной чемпионкой Европы, победив в различных эстафетных заплывах в комплексном плавании и вольным стилем. На дистанции 100 метров вольным стилем завоевала бронзовую медаль, проплыв в финальном заплыве за 53,43 секунды.